# 川崎組
川崎組（かわさきぐみ）は、大阪府東大阪市に本部を置いていた暴力団。組長川崎護（かわさきまもる）は、89年に引退し名古屋市昭和区に移住した。
組長は三代目時代から直参だった。川崎組で副組長などを務めた川下弘に地盤を引き継いだ。

## 略歴
昭和54年（1979年）、三代目山口組（田岡一雄組長）時代より直参として若中となった。
昭和59年（1984年）四代目山口組組織直系幹部として、山一抗争を戦った世代舎弟を務めた。
平成元年（1989年）、五代目渡辺芳則体制のとき引退。当時副組長だった川下弘に地盤を引き継いだ。
平成19年（2007年）解散し、跡目継承は行われなかった。川下組組員は、他の山口組系組織に吸収された。

## 最高幹部
- 組長　川崎護（三代目山口組若中、四代目山口組舎弟）（副組長川下弘）